# Frank Dittrich
Frank Dittrich (Leipzig, RDA, 23 de diciembre de 1967) es un deportista alemán que compitió en patinaje de velocidad sobre hielo.
Ganó una medalla de bronce en el Campeonato Mundial de Patinaje de Velocidad sobre Hielo de 1997 y cinco medallas de bronce en el Campeonato Mundial de Patinaje de Velocidad sobre Hielo en Distancia Individual entre los años 1996 y 2000.
Participó en cuatro Juegos Olímpicos de Invierno, entre los años 1992 y 2002, ocupando el cuarto lugar en Albertville 1992 (5000 m), el sexto en Lillehammer 1994 (10 000 m) y el sexto en Nagano 1998 (10 000 m).

## Palmarés internacional
| Campeonato Mundial                         | Campeonato Mundial        | Campeonato Mundial | Campeonato Mundial    |
| Año                                        | Lugar                     | Medalla            | Prueba                |
| ------------------------------------------ | ------------------------- | ------------------ | --------------------- |
| 1997                                       | Nagano (Japón)            | Medalla de bronce  | Clasificación general |
| Campeonato Mundial en Distancia Individual |                           |                    |                       |
| Año                                        | Lugar                     | Medalla            | Prueba                |
| 1996                                       | Hamar (Noruega)           | Medalla de bronce  | 10 000 m              |
| 1997                                       | Varsovia (Polonia)        | Medalla de bronce  | 5000 m                |
| 1998                                       | Calgary (Canadá)          | Medalla de bronce  | 10 000 m              |
| 1999                                       | Heerenveen (Países Bajos) | Medalla de bronce  | 10 000 m              |
| 2000                                       | Nagano (Japón)            | Medalla de bronce  | 10 000 m              |